# Vanadocen
Vanadocen, oder auch Bis(cyclopentadienyl)vanadium, abgekürzt VCp2 ist eine metallorganische Verbindung aus der Familie der Metallocene. Es bildet einen dem Ferrocen analogen Sandwichkomplex, folgt aber nicht der 18-Elektronen-Regel, da es nur 15 Valenzelektronen besitzt.

## Darstellung
Vanadocen wurde zuerst 1954 von Birmingham, Fischer und Wilkinson durch Reduktion von Vanadocendichlorid mit Aluminiumhydrid hergestellt. Das Vanadocen wurde danach bei 100 °C sublimiert.
1977 beschrieben Köhler et al. die Herstellung von Vanadocen durch die Umsetzung des Vanadiumkomplexes [V2Cl3(THF)6]2[Zn2Cl6] mit Cyclopentadienylnatrium:
{\displaystyle \mathrm {4\ VCl_{3}+12\ THF\ \rightarrow \ 4\ [VCl_{3}\ 3\ THF]{\xrightarrow[{}]{2\ Zn}}\ [V_{2}Cl_{3}(THF)_{6}]_{2}[Zn_{2}Cl_{6}]\ } }
{\displaystyle \mathrm {[V_{2}Cl_{3}(THF)_{6}]_{2}[Zn_{2}Cl_{6}]\ +\ 8\ Na(C_{5}H_{5})\ \rightarrow \ 4\ V(C_{5}H_{5})_{2}} }
Wird Vanadium(III)-chlorid direkt mit Cyclopentadienylnatrium umgesetzt, wirkt letzteres als Reduktionsmittel und es entsteht als Nebenprodukt durch die Kopplung zweier Cp-Reste das Dihydrofulvalen:

Vanadocen Konformere mit D_{5d} (links) und D_{5h} Symmetrie (rechts)

{\displaystyle \mathrm {2\ VCl_{3}\ +\ 6\ Na(C_{5}H_{5})\ \rightarrow \ 2\ V(C_{5}H_{5})_{2}\ +\ 6\ NaCl\ +\ H_{5}C_{5}-C_{5}H_{5}} }

## Eigenschaften
Vanadocen ist ein purpurfarbener, kristalliner, paramagnetischer Feststoff. Im festen Zustand haben die Moleküle D5d Symmetrie. Das Vanadium(II)ion liegt im Symmetriezentrum äquidistant zwischen den beiden Cyclopentadienyl-Ringen. Die durchschnittliche V–C-Bindungslänge liegt bei 226 pm und der Abstand der Ringe bei 390 pm. Die Cyclopentadienyl-Ringe im Vanadocen sind bei einer Temperatur über 170 K dynamisch gestört und nur unterhalb von 108 K vollständig geordnet. Die Dissoziationsenergie für die Cp–V-Bindung wird, je nach Literatur, mit 145 kJ·mol−1 bzw. 369 kJ·mol−1 angegeben.

## Reaktionen
Das Vanadocen ist ein reaktives Molekül. Es lässt sich durch Umsetzung mit einem Ferrocenium-Salz in Toluol leicht zum Monokation oxidieren:
{\displaystyle \mathrm {V(C_{5}H_{5})_{2}\ +\ [Fe(C_{5}H_{5})_{2}][BR_{4}]\ {\xrightarrow[{Toluol}]{}}\ [V(C_{5}H_{5})_{2}][BR_{4}]+Fe(C_{5}H_{5})_{2}\ } }
{\displaystyle \mathrm {\ mit\ R=Phenyl\ oder\ 4-Fluorophenyl} }
Da Vanadocen nur über 15 Valenzelektronen verfügt, reagiert es bereitwillig mit weiteren Liganden. Mit Acetylenderivaten reagiert Vanadocen z. B. zu den entsprechenden Vanadiumcyclopropenkomplexen:
Beim reduktiven Ringaustausch mit Butyllithium in Gegenwart von 1,3-Cyclohexadien lässt sich ein Cyclopentadienylring des Vanadocens durch einen Benzolring ersetzen:
{\displaystyle \mathrm {V(C_{5}H_{5})_{2}\ {\xrightarrow[{C_{6}H_{8}}]{LiC_{4}H_{9}}}\ V(C_{5}H_{5})(C_{6}H_{6})} }